# هجمات 2009 الإرهابية (اليمن)
في منتصف شهر آذار من 2009 استهدف انفجارين إرهابيين عدد من السواح الأجانب في شبام في اليمن. أدى الانفجار الأول في الخامس عشر إلى مقتل أربعة سواح كوريين مع دليلهم السياحي المحلي وجرح ثلاثة آخرين. في الثامن عشر من نفس الشهر، فشل الانفجار الثاني في استهداف ضحايا وأدى فقط إلى مقتل الإرهابي. جاء الانفجار الأول بعد سلسلة من دعوات من القاعدة إلى مهاجمة الزوار للمنطقة.

## هجوم 15 آذار
وقع الانفجار عندما كان عدد من السواح يلتقط عدد من الصور على تلة مطلة على شبام. أدى الانفجار إلى جرح ثلاثة سواح.

## هجوم 18 آذار
حدث انفجار 18 آذار عندما كان موكب يقل عدد من المحققين الكوريين وأهالي ضحايا الانفجار السابق من فندقهم في صنعاء إلى المطار. قام شاب بالمشي بين سيارتين ثم فجر الصدرية التي تحمل المتفجرات التي كان يرتديها ولحسن الحظ لم يقتل أحد عدى الشخص نفسه. ذكرت مصادر أن قوات الأمن اليمنية عثرت على جزء من بطاقة التعريف الشخصية التي تخص الإرهابي وتبين أن الشاب كان طالباً يبلغ العشرين من عمره.